# Абраксас
Абраксас (грч. ΑΒΡΑΞΑΣ, лат. Abraxas) је митолошко биће чије се име појављује у гностичким списима. Сматра се да се то име у почетку користило као замјена за неизрециво име Бога, које представља његову соларну моћ. Његово име настало је од ријечи абракадабра.
Вјеровало се да слова његова имена представљају седам стваралачких моћи, односно планетарних анђела. Његово име садржи нумеролошку вриједност 365, што је број дана у години, односно број небеских духова.
Лик овог бића се некада урезивао на амајлије, а приказиван је као створење са главом пијетла, ногама змаја и са бичем у руци. Други га извори представљају као возача четворопрега у који су упрегнута четири бијела коња који симболизују етер помоћу којег соларна моћ кружи свемиром. Такође, приказиван је и са великим стомаком и круном на глави.
На почетку је представљао божанску еманацију, а касније га је хришћанска црква прогласила демоном.